# 榊原剛
榊原 剛（さかきばら たけし、1943年8月7日 - ）は、日本の実業家。神奈川大学経済学部卒業。地元長野県に戻り、株式会社長野中央市場（現マルイチ産商）入社、平成19年には同社代表取締役社長社長執行役員に就任。2010年（平成22年）6月同社取締役会長。

## 略歴
- 1967年（昭和42年）神奈川大学経済学部卒業[1]
- 1967年（昭和42年）3月	やましょう若松屋を基に設立された株式会社長野中央市場（後のマルイチ産商）入社
- 平成元年6月	取締役食品営業本部商品部長
- 平成2年5月	取締役食品事業部長
- 平成5年2月	取締役水産冷食事業部長
- 平成10年6月	常務取締役水産事業部長
- 平成15年6月	専務取締役経営戦略本部副本部長
- 平成17年4月	専務取締役営業グループ統括
- 平成18年6月	代表取締役専務執行役員営業部門統括
- 平成19年4月	代表取締役社長社長執行役員
- 2010年（平成22年）6月	取締役会長[2]

## エピソード
- マルイチ産商入社後、冷凍倉庫内の在庫管理を任され、整理整頓をし見違えるようにきれいにした。当たり前の事に価値を見出す事が重要だったと当時を振り返る[1]。
- 平成25年には信州大学経済学部で経営に関する講義を行った[3]。